# BD Геркулеса
BD Геркулеса (лат. BD Herculis) — одиночная переменная звезда в созвездии Геркулеса на расстоянии приблизительно 4806 световых лет (около 1474 парсек) от Солнца. Видимая звёздная величина звезды — от +12,69m до +12,09m.
Открыта Владимиром Александровичем Альбицким в 1929 году.

## Характеристики
BD Геркулеса — жёлто-белая пульсирующая переменная звезда типа RR Лиры (RRAB)** спектрального класса F2-F6, или kF4hF6. Радиус — около 4,31 солнечного, светимость — около 21,015 солнечной. Эффективная температура — около 5952 K.